# Mickey Goldmill
Mickey Goldmill est un personnage de fiction de la saga Rocky incarné par Burgess Meredith dans les trois premiers volets, puis dans le cinquième volet dans une scène de flashback.

## Biographie
D'origine juive, Mickey Goldmill est né le 7 avril 1905. Boxeur professionnel de 1922 à 1947, il devient l'entraîneur de Rocky Balboa. Dans le premier volet, Mickey vire Rocky de sa salle d'entraînement, un de ses poulains, puis accepte de le reprendre lorsque celui-ci se prépare à affronter le champion du monde des poids lourds.
Il meurt le 15 août 1981 d'un infarctus du myocarde. Clubber Lang, adversaire de Rocky dans le 3e film, bouscule le vieil entraîneur dans le couloir qui mène au ring, déclenchant chez Mickey son attaque cardiaque.

## Films
- Rocky (1976)
- Rocky 2 (1979)
- Rocky 3 (1982)
- Rocky 5 (1990) ( Flashback )